# Porcellio
Genre
Porcellio est un genre de crustacés isopodes de la famille des Porcellionidae. Ce genre de cloportes présente de nombreuses espèces, réparties de façon cosmopolite.

## Liste d'espèces
Selon World Register of Marine Species (31 janv. 2012) :
- Porcellio achilleionensis Verhoeff, 1901E
- Porcellio acutiserra Barnard, 1940A
- Porcellio aghousi Paulian de Felice, 1941B
- Porcellio albicornis (Dollfus, 1896G)
- Porcellio albinus Budde-Lund, 1885
- Porcellio albolimbatus Arcangeli, 1924A
- Porcellio alexandrinus Brandt, 1833
- Porcellio alluaudi Dollfus, 1893A
- Porcellio alpinus Mulaik & Mulaik, 1943
- Porcellio anagae Hoese, 1985
- Porcellio ancararum Rodriguez & Vicente, 1992
- Porcellio andreinii Arcangeli, 1913
- Porcellio andrius Strouhal, 1937C
- Porcellio angustulus Budde-Lund, 1885
- Porcellio antiochius Verhoeff, 1949A
- Porcellio apulicus Arcangeli, 1932G
- Porcellio assamensis Chopra, 1924A
- Porcellio ater Budde-Lund, 1896
- Porcellio atlantidum Paulian de Felice, 1939
- Porcellio atticus Verhoeff, 1907B
- Porcellio auritus Budde-Lund, 1879
- Porcellio babilonus Rodriguez & Barrientos, 1993B
- Porcellio baidensis Viglianisi, Lombardo & Caruso, 1992
- Porcellio balearicus Cruz & Garcia, 1992
- Porcellio banyulensis Paulian de Felice, 1941C
- Porcellio barroisi Dollfus, 1892A
- Porcellio batesoni Collinge, 1915A
- Porcellio beebei Van Name, 1924
- Porcellio blattarius Budde-Lund, 1885
- Porcellio bolivari Dollfus, 1892B
- Porcellio bombosus Shen, 1949
- Porcellio bovei Lucas, 1849
- Porcellio brevicaudatus Brandt, 1833?
- Porcellio brevipennis Budde-Lund, 1885
- Porcellio buchneri Verhoeff, 1933B
- Porcellio buddelundi Simon, 1885
- Porcellio burzenlandicus Verhoeff, 1907B
- Porcellio cadenati Vandel, 1954F
- Porcellio calderensis Vandel, 1954F
- Porcellio calmani Omer-Cooper, 1923
- Porcellio canariensis Dollfus, 1893A
- Porcellio carinatus Dollfus, 1905
- Porcellio carthaginensis Silvestri, 1897
- Porcellio cataractae Vandel, 1960A
- Porcellio cattarensis Verhoeff, 1901E
- Porcellio cavernicolus Vandel, 1945
- Porcellio centralis Vandel, 1954C
- Porcellio chevalieri Paulian de Felice, 1938
- Porcellio chuldahensis Verhoeff, 1923
- Porcellio ciliatus Brandt, 1833
- Porcellio cinerascens Brandt, 1833
- Porcellio colasi Vandel, 1958B
- Porcellio collicolus Verhoeff, 1907B
- Porcellio conchus Mulaik & Mulaik, 1943
- Porcellio conspersus Koch, 1861
- Porcellio creticus Strouhal, 1929B
- Porcellio cribrifer Verhoeff, 1928A
- Porcellio cruentatus Koch, 1901
- Porcellio curti (Vandel, 1980)
- Porcellio cytherus Strouhal, 1937E
- Porcellio dalensi Caruso & Di Maio, 1990A
- Porcellio debueni Dollfus, 1892B
- Porcellio decorus Strouhal, 1929B
- Porcellio deganiensis Verhoeff, 1923
- Porcellio despaxi Vandel, 1958B
- Porcellio dilatatus Brandt, 1833
- Porcellio diomedus Dollfus, 1906
- Porcellio dispar Verhoeff, 1901E
- Porcellio djahizi Medini & Charfi-Cheikhrouha, 2001
- Porcellio djebeli Paulian de Felice, 1941A
- Porcellio domesticus Fric [Fritsch], 1872
- Porcellio dominici Di Maio & Caruso, 2006
- Porcellio duboscqui Paulian de Felice, 1941C
- Porcellio echinatus Lucas, 1849
- Porcellio ehrenbergii Brandt, 1833
- Porcellio elongata Shen, 1949
- Porcellio emarginatus Brandt, 1833
- Porcellio epirensis Strouhal, 1955A
- Porcellio eserensis Rodriguez & Vicente, 1992A
- Porcellio eucercus Brandt, 1833
- Porcellio evansi Omer-Cooper, 1923
- Porcellio eximius Dollfus, 1896B
- Porcellio expansus Dollfus, 1892
- Porcellio explanatus Collinge, 1915A
- Porcellio extinctus Verhoeff, 1923
- Porcellio ferrarae Caruso & Di Maio, 1990B
- Porcellio ferroi Paulian de Felice, 1939
- Porcellio ferrugineus Brandt, 1833
- Porcellio festai Arcangeli, 1932F
- Porcellio ficulneus Budde-Lund, 1885
- Porcellio fiumanus Verhoeff, 1901E
- Porcellio flavocinctus Budde-Lund, 1879
- Porcellio flavomarginatus Lucas, 1853
- Porcellio fossuliger Verhoeff, 1901E
- Porcellio galapagoensis Van Name, 1924
- Porcellio galleranii Arcangeli, 1927A
- Porcellio gallicus Dollfus, 1904
- Porcellio gauthieri Paulian de Felice, 1941B
- Porcellio germanicus Verhoeff, 1896
- Porcellio gestroi Brian, 1932
- Porcellio gigliotosi Arcangeli, 1927A
- Porcellio giustii Caruso & Di Maio, 1990B
- Porcellio graecorum Strouhal, 1955A
- Porcellio graevei Verhoeff, 1917B
- Porcellio granarus Nicolet, 1849
- Porcellio grandeus Mulaik & Mulaik, 1943
- Porcellio grandorii Arcangeli, 1932G
- Porcellio graniger Miers, 1876
- Porcellio granuliferus Budde-Lund, 1885
- Porcellio griseus Brandt, 1833
- Porcellio gruneri Hoese, 1978
- Porcellio haasi Arcangeli, 1925B
- Porcellio hatayensis Verhoeff, 1949A
- Porcellio herculis Verhoeff, 1938C
- Porcellio herminiensis Vandel, 1945
- Porcellio herzegowinensis Verhoeff, 1901B
- Porcellio hirtipes Dollfus, 1904
- Porcellio hispanus Dollfus, 1892B
- Porcellio hoffmannseggii Brandt, 1833
- Porcellio humberti Paulian de Felice, 1941B
- Porcellio hyblaeus Viglianisi, Lombardo & Caruso, 1992
- Porcellio hypselos Barnard, 1949
- Porcellio imbutus Budde-Lund, 1885
- Porcellio incanus Budde-Lund, 1879
- Porcellio inconspicuus Dollfus, 1892A
- Porcellio ingenuus Budde-Lund, 1885
- Porcellio insignis Brandt, 1833
- Porcellio intercalarius Budde-Lund, 1879
- Porcellio intermedius Schmoelzer, 1953
- Porcellio interpolator Budde-Lund, 1885
- Porcellio jaicensis Verhoeff, 1907B
- Porcellio jehoensis Uchida, 1935
- Porcellio klaptoczi Verhoeff, 1908E
- Porcellio klugii Brandt, 1833
- Porcellio krivosijensis Strouhal, 1939
- Porcellio kuhnelti Strouhal, 1937
- Porcellio laevis Latreille, 1804
- Porcellio laevissimus Dollfus, 1898B
- Porcellio lamellatus Budde-Lund, 1885
- Porcellio lapidicicolus Paulian de Felice, 1941B
- Porcellio laticauda Budde-Lund, 1913B
- Porcellio latus Uljanin, 1875
- Porcellio lepineyi Verhoeff, 1937B
- Porcellio letourneuxi Simon, 1885
- Porcellio liliputanus Nicolet, 1849
- Porcellio limbatus Brandt, 1833
- Porcellio linsenmairi Schmalfuss, 1989B
- Porcellio longicauda Budde-Lund, 1885
- Porcellio longicornis Stein, 1859
- Porcellio longiflagellata Wahrberg, 1922A
- Porcellio longipennis Budde-Lund, 1885
- Porcellio lugubris Koch, 1840
- Porcellio lugubrisvizzavonensis Verhoeff, 1928A
- Porcellio lusitanus Verhoeff, 1907B
- Porcellio maculatus Iwamoto, 1943
- Porcellio maculipennis Budde-Lund, 1894
- Porcellio maculipes Budde-Lund, 1885
- Porcellio magnificus Dollfus, 1892B
- Porcellio mahadidi Caruso & Di Maio, 1990B
- Porcellio marginalis Budde-Lund, 1879
- Porcellio marginenotatus Budde-Lund, 1885
- Porcellio marioni Aubert & Dollfus, 1890
- Porcellio mateui Vandel, 1954C
- Porcellio medinae Rodriguez & Barrientos, 1993B
- Porcellio meridionalis Vandel, 1954C
- Porcellio messenicus Verhoeff, 1907B
- Porcellio mildei Koch, 1901
- Porcellio minuta Shen, 1949
- Porcellio moebiusii Verhoeff, 1901A
- Porcellio monardi Brian, 1953
- Porcellio montanus Budde-Lund, 1885
- Porcellio monticola Lereboullet, 1853
- Porcellio napolitanus Verhoeff, 1930D
- Porcellio narentanus Verhoeff, 1907B
- Porcellio nasutus Strouhal, 1937F
- Porcellio nicklesi Dollfus, 1892B
- Porcellio nigricans Brandt, 1833
- Porcellio nigrogranulatus Dollfus, 1892B
- Porcellio normani (Dollfus, 1899)
- Porcellio novus Arcangeli, 1936C
- Porcellio obsoletus Budde-Lund, 1885
- Porcellio obtrusifrons Haswell, 1882A
- Porcellio obtusiserra Barnard, 1940A
- Porcellio ocellatus Budde-Lund, 1879
- Porcellio olivieri (Audouin, 1825)
- Porcellio ombrionis Vandel, 1954C
- Porcellio omodeoi Caruso & Di Maio, 1990B
- Porcellio orarum Verhoeff, 1910
- Porcellio ornatus H. Milne Edwards, 1840
- Porcellio ovalis Dollfus, 1893A
- Porcellio ovespertilio Budde-Lund, 1896
- Porcellio palaestinus Verhoeff, 1931B
- Porcellio pallasii Brandt, 1833
- Porcellio palmae Hoese, 1985
- Porcellio parenzani Arcangeli, 1931D
- Porcellio parietinus Koch, 1901
- Porcellio pauper Budde-Lund, 1885
- Porcellio pelseneeri Arcangeli, 1936D
- Porcellio peninsulae Verhoeff, 1944
- Porcellio perplexus Vandel, 1954E
- Porcellio peyerimhoffi Paulian de Felice, 1942A
- Porcellio piceus Dollfus, 1896A
- Porcellio pictus Brandt, 1833
- Porcellio pityensis Vandel, 1955B
- Porcellio platysoma Brandt, 1841
- Porcellio praeustus Budde-Lund, 1885
- Porcellio provincialis Aubert & Dollfus, 1890
- Porcellio pruinosus Arcangeli, 1935E
- Porcellio pseudocilicius Schmalfuss, 1992
- Porcellio pubescens Dollfus, 1893B
- Porcellio pujetanus Verhoeff, 1910
- Porcellio pulverulentus Budde-Lund, 1885
- Porcellio pumicatus Budde-Lund, 1885
- Porcellio punctatus Brandt, 1833
- Porcellio purpureus Budde-Lund, 1885
- Porcellio pusillus Arcangeli, 1936C
- Porcellio pyrenaeus Dollfus, 1892B
- Porcellio quercuum Verhoeff, 1952
- Porcellio ragusae Dollfus, 1896G
- Porcellio rechingeri Strouhal, 1937
- Porcellio recurvatus Verhoeff, 1901C
- Porcellio resacae Mulaik,
- Porcellio ribauti Verhoeff, 1907B
- Porcellio riffensis Caruso & Di Maio, 1990A
- Porcellio rodiensis Schmalfuss, 1972B
- Porcellio romanorum Verhoeff, 1901C
- Porcellio rubidus Budde-Lund, 1879
- Porcellio rucneri Verhoeff, 1967
- Porcellio rufobrunneus Omer-Cooper, 1923
- Porcellio saharaiensis Di Maio & Dalens, 1991
- Porcellio saltuum Koch, 1901
- Porcellio sardiniae Arcangeli, 1932G
- Porcellio scaber Latreille, 1804
- Porcellio scabriusculus Mulaik, 1960
- Porcellio scitus Budde-Lund, 1885
- Porcellio septentrionalis Vandel, 1954C
- Porcellio siculoccidentalis Viglianisi, Lombardo & Caruso, 1992
- Porcellio sikinius Strouhal, 1937C
- Porcellio silvestri Arcangeli, 1924B
- Porcellio simulator Budde-Lund, 1885
- Porcellio sordidus Budde-Lund, 1879
- Porcellio spatulata Barnard, 1940A
- Porcellio spatulatus Costa, 1882
- Porcellio spinicornis Say, 1818
- Porcellio spinifrons Brandt, 1833
- Porcellio spinipennis Budde-Lund, 1885
- Porcellio spinipes Dollfus, 1893A
- Porcellio strandi Strouhal, 1937D
- Porcellio strinatii Vandel, 1960B
- Porcellio studienstiftius Hoese, 1985
- Porcellio succinctus Budde-Lund, 1885
- Porcellio syriacus Brandt, 1833
- Porcellio taygetinus Strouhal, 1938A
- Porcellio tentaculatus Natividade-Vieira, 1982
- Porcellio teodori Arcangeli, 1927A
- Porcellio tiberianus Verhoeff, 1923
- Porcellio tigrinus Colosi, 1921
- Porcellio tirolensis Koch, 1901
- Porcellio tortonesi Arcangeli, 1932G
- Porcellio toyamaensis Nunomura, 1980
- Porcellio transmutatus Budde-Lund, 1885
- Porcellio triaculeatus Vandel, 1980
- Porcellio triangulifer Verhoeff, 1907B
- Porcellio tripolitanus Arcangeli, 1924A
- Porcellio truncatus Brandt, 1833
- Porcellio turolensis Cruz, 1992B
- Porcellio uljanini Budde-Lund, 1885
- Porcellio vandeli Verhoeff, 1938C
- Porcellio variabilis Lucas, 1849
- Porcellio vesiculosus Brian, 1930
- Porcellio vestitus Racovitza, 1908C
- Porcellio villiersi Paulian de Felice, 1941A
- Porcellio violaceus Budde-Lund, 1879
- Porcellio vulcanius Verhoeff, 1909
- Porcellio wagneri Brandt, 1841
- Porcellio werneri Strouhal, 1929B
- Porcellio xavieri Arcangeli, 1958
- Porcellio yemenensis Barnard, 1941
- Porcellio zarcoi Vandel, 1960A
- Porcellio zealandicus Miers, 1876